# Ärtaubergin
Ärtaubergine (Solanum torvum) är en art i familjen potatisväxter från tropiska Amerika. Numera är arten förvildad på många håll i Tropikerna. Frukterna ingår som ingrediens i sambal.
Ärtaubergine är en buske som kan bli fyra meter hög. Stammarna har taggar. Stipler saknas. Bladen är motsatta, enkla, flikiga, bladundersidan är tätt hårig. Blommorna blir cirka 17 mm i diameter, de är gulvita och sitter i knippen. Frukten är ett bär som blir cirka 11 mm i diameter, grön som mogen.

## Synonymer
- Solanum ferrugineum Jacq.
- Solanum mayanum Lundell
- Solanum torvum var. compactum C.B. Wright
- Solanum torvum var. inerme Nees
- Solanum torvum var. integerrimum Kuntze
- Solanum verapazense Standl. & Steyerm.